# Équipe de Sao Tomé-et-Principe féminine de football
Cet article traite de l'équipe féminine. Pour l'équipe masculine, voir Équipe de Sao Tomé-et-Principe de football.
Maillots
L'équipe de Sao Tomé-et-Principe féminine de football est l'équipe nationale qui représente Sao Tomé-et-Principe dans les compétitions internationales de football féminin. Elle est gérée par la Fédération de Sao Tomé-et-Principe de football.
Sao Tomé-et-Principe joue son premier match officiel le 10 août 2002 à Sao Tomé contre le Gabon (défaite 2-0) dans le cadre des qualifications pour le Championnat d'Afrique de football féminin 2002. Les Santoméennes n'ont jamais participé à une phase finale de compétition majeure de football féminin, que ce soit le Championnat d'Afrique de football féminin, la Coupe du monde ou les Jeux olympiques.